# Crenitis rufiventris
Crenitis rufiventris är en skalbaggsart som först beskrevs av Horn 1873.  Crenitis rufiventris ingår i släktet Crenitis och familjen palpbaggar. Inga underarter finns listade i Catalogue of Life.